# ایما کوگوره
ایما کوگوره (انگلیسی: Ema Kogure؛ زادهٔ ۳۱ اکتبر ۱۹۷۶) صداپیشه، و بازیگر اهل ژاپن است.